# Massacro del fiume Mekong
Il massacro del fiume Mekong è avvenuto la mattina del 5 ottobre 2011, quando due navi mercantili cinesi sono state attaccate su un tratto del fiume Mekong nella regione del Triangolo d'oro al confine tra Birmania e Thailandia. Tutti i 13 membri dell'equipaggio delle due navi furono uccisi e gettati nel fiume. È stato l'attacco più grave subito da cittadini cinesi all'estero nei tempi moderni. In risposta, la Cina sospese temporaneamente le spedizioni sul Mekong e raggiunse un accordo con Birmania, Thailandia e Laos per pattugliare insieme il fiume. L'evento costituì anche l'impulso per la Dichiarazione di Naypyidaw e altri sforzi di cooperazione contro la droga nella regione.
Il 28 ottobre 2011 le autorità thailandesi hanno arrestato nove soldati della Task Force Pha Muang, che successivamente "sono scomparsi dal sistema giudiziario". Il signore della droga Naw Kham e tre suoi subordinati furono infine processati e giustiziati dal governo cinese per il loro ruolo nel massacro.

## Scenario
Il Mekong è una delle principali vie d'acqua del sud-est asiatico. Ha origine in Cina, dove è chiamato fiume Lancang, e scorre attraverso Birmania, Laos, Thailandia, Cambogia e Vietnam, dove sfocia nel Mar Cinese Meridionale. È un'importante rotta commerciale tra la provincia cinese dello Yunnan sud-occidentale e i paesi del sud-est asiatico. Dopo aver lasciato la Cina, il fiume scorre attraverso l'area del Triangolo d'oro dove si incontrano i confini di Birmania, Thailandia e Laos. La regione è stata a lungo afflitta dall'illegalità ed è nota per il contrabbando di droga. Un proprietario di una delle navi dirottate ha dichiarato che quasi tutte le imbarcazioni cinesi della zona erano state rapinate dalle bande fluviali.

## Incidente
Secondo l'equipaggio di un'altra barca che assistette all'attacco, circa otto uomini armati presero d'assalto le navi da carico cinesi Hua Ping e Yu Xing 8 la mattina del 5 ottobre 2011. Secondo quanto riferito, il dirottamento avvenne nelle acque birmane. Più tardi durante la giornata la polizia fluviale thailandese nella più settentrionale Provincia di Chiang Rai recuperò le navi dopo uno scontro a fuoco e trovò circa 900.000 pillole di amfetamina per un valore di oltre 3 milioni di dollari. I corpi dei membri dell'equipaggio cinesi vennero successivamente recuperati dal fiume. Erano stati uccisi o accoltellati, e alcuni erano stati legati o bendati.
| Vittime                                       |
| Su Hua Ping                                   |
| * Huang Yong (黄勇), capitano                 |
| * Cai Fanghua (蔡方华), ingegnere             |
| * Wang Jianjun (王建军), pilota               |
| * Qiu Jiahai (邱家海), ingegnere capo         |
| * Yang Yingdong (杨 应 东), marinaio          |
| * Li Yan (李燕), cuoco                        |
| Su Yu Xing 8                                  |
| * He Xilun (何熙伦), co-capitano              |
| * Guo Zhiqiang (郭志强), co-capitano          |
| * Yang Deyi (杨德毅), co-capitano             |
| * Wang Guichao (王贵 超), ingegnere capo      |
| * Wen Daihong (文 代 洪), pilota              |
| * He Xixing (何 熙 行)                        |
| * Zeng Baocheng (曾 保 成)                    |
| * Yang Zhiwei (杨 植 纬), figlio di Yang Deyi |
| * Chen Guoying (陈国英)                       |

## Indagine
Secondo il capo della polizia della provincia di Chiang Rai, le bande della droga chiedevano denaro per la protezione delle barche sul Mekong e talvolta le dirottavano per trasportare merci illegali. La polizia sospettò fin dall'inizio che la mente del massacro fosse Naw Kham (scritto anche Nor Kham), un cittadino birmano di etnia Shan sulla quarantina, presunto signore della droga e pirata nel Triangolo d'Oro. Si credeva che fosse un ex aiutante del famigerato boss della droga Khun Sa, e leader di una banda con più di 100 membri che per anni erano stati coinvolti nel traffico di droga, rapimenti, omicidi e pirateria lungo il Mekong. Tuttavia, ulteriori indagini coinvolsero anche nove soldati thailandesi appartenenti a un'unità d'élite dell'esercito anti-narcotici, indagati anche dalla Thailandia. 
Dopo una lunga caccia all'uomo che coinvolse le autorità cinesi e thailandesi, nel mese di aprile 2012, le forze di sicurezza Lao catturarono Naw Kham nella Provincia di Bokeo e lo estradarono in Cina nel mese di maggio. Naw Kham ammise alle autorità cinesi di essere responsabile del massacro, mentre la Birmania intendeva estradare verso la Cina l'aiutante cinese di Naw Kham che si credeva fosse in possesso di informazioni chiave sull'attacco. 

## Giustizia
Il 6 novembre 2012, la Corte Intermedia del Popolo Cinese di Kunming, Yunnan, condannò a morte Naw Kham e tre dei suoi subordinati: uno della Thailandia, uno del Laos e uno che "i media statali cinesi hanno definito apolide". Altri due, Zha Bo e Zha Tuobo, ebbero rispettivamente una condanna a morte con la condizionale e otto anni di prigione. I sei imputati vennero multati per un totale di 6.000.000 di yuan ($ 960.000). Alla sentenza erano presenti circa 300 spettatori, tra cui parenti delle vittime, media e diplomatici del Laos e della Thailandia. Le condanne a morte vennero eseguite il 1º marzo 2013.

## Reazioni
Il massacro suscitò indignazione tra il pubblico cinese. La Cina sospese temporaneamente tutte le spedizioni cinesi sul Mekong. Nel dicembre 2011 Cina, Birmania, Laos e Thailandia avviarono pattugliamenti congiunti sul Mekong dopo che fu raggiunto un accordo di sicurezza tra i quattro Paesi, con la partecipazione di oltre 200 poliziotti di frontiera cinesi della provincia dello Yunnan. È stato il primo dispiegamento congiunto di questo tipo nel sud-est asiatico, ed è stato visto come un'espansione del ruolo crescente della Cina nella sicurezza regionale. 

## Ulteriori attacchi
Il 4 gennaio 2012 una motovedetta birmana e quattro navi da carico cinesi vennero attaccate sul Mekong in Birmania. Furono lanciate diverse granate, forse dai lanciagranate M79, ma tutte mancarono le barche.

## Nella cultura popolare
Il film Operazione Mekong (diretto da Dante Lam), basato sull'incidente, è uscito nel settembre 2016. Ha incassato al botteghino 1,18 miliardi di yuan, diventando uno dei film di maggior incasso in Cina.